# Hypsugo bodenheimeri
Hypsugo ariel là một loài động vật có vú trong họ Dơi muỗi, bộ Dơi. Loài này được Harrison mô tả năm 1960.